# Digitale Flurkarte
Die Digitale Flurkarte (DFK) enthält die parzellenscharfe Darstellung der Liegenschaften, also aller Flurstücke und Gebäude. Außerdem werden Nutzungsartengrenzen (z. B. zwischen Wald und Wiese) und wichtige topographische Gegenstände (z. B. Hochspannungsmasten) dargestellt.
Die Informationen der DFK werden nach Inhalten gegliedert und ermöglichen dem Anwender eine bedarfsorientierte Auswahl, z. B. Darstellung nur der Grundstücksgrenzen zusammen mit den Gebäuden usw. Zusätzliche Informationen des jeweiligen Anwenders können überlagert werden.
Die Informationen der DFK sind vielseitig nutzbar und können in beliebigen Maßstäben dargestellt werden. Die DFK ist nicht an den Regelblattschnitt der bisherigen Flurkarte gebunden, so dass beliebige Kartenausschnitte gefertigt werden können. Dabei kann der Anwender die Darstellungsart (Zeichenschlüssel) seinen Wünschen entsprechenden anpassen.
Die DFK wird sowohl in Analogform als auch in standardisiertem Dateiformat in Digitalform vom jeweiligen Landesvermessungsamt abgegeben. Die Anwender können daher zusätzliche Informationen entweder zeichnerisch hinzufügen oder digital erfasste Daten zusammen mit der DFK verwalten und auswerten. Diese Möglichkeiten sind für alle Stellen von Interesse, die für ihre Aufgaben parzellenscharfe graphische Informationen über Grund und Boden benötigen. Beispielsweise dokumentieren Kommunen ihre Einrichtungen zur Ver- und Entsorgung (Kanal, Wasser, Straßenbeleuchtung) in zusätzlichen DFK-Ebenen und bauen damit digitale Ortskarten auf. Ebenso können die Leitungen der Energieversorgungsunternehmen auf DFK-Basis dargestellt und verwaltet werden.